# 恩典堂 (纽约)
恩典堂（Grace Church）是美國圣公会纽约教区的一个古老堂区，位于纽约市曼哈顿百老汇大道800-804号（东10街转角）。百老汇大道在此转折向北，后面是恩典堂学校，在公園大道86-98号，介于东10街与12街之间。这是一座法式哥德復興式建築的杰作 ，由小詹姆斯·伦威克设计，这是他接受的第一项主要工作。
该教堂被称为“这座城市的镇馆之宝之一”，因其建筑意义和历史价值被列为国家历史地标。该建筑群于1966年和1977年陆续被列为纽约市地标。